# Dolno Kamartsi
Dolno Kamartsi (bulgariska: Долно Камарци) är ett distrikt i Bulgarien.   Det ligger i kommunen Obsjtina Gorna Malina och regionen Sofijska oblast, i den västra delen av landet, 40 km öster om huvudstaden Sofia.
I omgivningarna runt Dolno Kamartsi växer i huvudsak lövfällande lövskog. Runt Dolno Kamartsi är det ganska glesbefolkat, med 30 invånare per kvadratkilometer.